# Arabis ionocalyx
Arabis ionocalyx är en korsblommig växtart som beskrevs av Pierre Edmond Boissier. Arabis ionocalyx ingår i släktet travar, och familjen korsblommiga växter. Inga underarter finns listade i Catalogue of Life.